# Albligen
Albligen est une localité et une ancienne commune suisse du canton de Berne, située dans l'arrondissement administratif de Berne-Mittelland.

## Histoire
Le 1er janvier 2011, Albligen a fusionné avec Wahlern pour former la nouvelle commune de Schwarzenburg.

## Démographie
Selon l'Office fédéral de la statistique, Albligen comptait 468 habitants au moment de sa fusion le 1er janvier 2011. Sa densité de population atteignait 109 hab./km2.
Le graphique suivant résume l'évolution de la population d'Albligen entre 1850 et 2008 :